# Меловский сельский совет (Балаклейский район)
Мело́вский либо Меловско́й се́льский сове́т — входит в состав Балаклейского района Харьковской области Украины.
Административный центр сельского совета находится в селе Меловая .

## История
- 1949 — дата образования.

## Населённые пункты совета
- село Мелова́я
- село Крини́чное
- село Первома́йское
- село Черво́ный Шлях